# Bukovica Gornja (Bijeljina)
Pour les articles homonymes, voir Bukovica Gornja.
Bukovica Gornja (en serbe cyrillique : Буковица Горња) est un village de Bosnie-Herzégovine. Il est situé sur le territoire de la ville de Bijeljina et dans la république serbe de Bosnie. Selon les premiers résultats du recensement bosnien de 2013, il compte 393 habitants.

## Géographie
Le territoire du village est traversé par les rivières Lukavac et Gnjica et longé par la rivière Bukovčica.

## Démographie

### Évolution historique de la population dans la localité
| 1948 | 1953 | 1961 | 1971 | 1981 | 1991 | 2013 |
| ---- | ---- | ---- | ---- | ---- | ---- | ---- |
| 630  | 683  | 603  | 689  | 654  | 574  | 393  |

|  |